# 伊留申航空集團
伊留申航空集團（俄语：Авиационный комплекс имени С. В. Ильюшина）是俄罗斯联合航空制造公司的一個子公司。作為俄國主要的飛行器設計與製造機構，其前身為俄羅斯的由謝爾蓋·伊留申於1933年1月13日建立的伊留申设计局。之后它经历了私有化，更名为伊留申航空集团；2006年2月，依據俄羅斯總統普京簽署的行政命令，伊留申集團與俄國其他主要航空、航天設計或製造公司合并，并且成立聯合航空製造公司。

## 產品
- I-21（英语：Ilyushin I-21）
- DB-4（英语：Ilyushin DB-4）
- 伊尔-1（英语：Ilyushin Il-1）
- 伊爾-2
- 伊爾-4
- 伊爾-6
- 伊爾-8
- 伊爾-10
- 伊爾-12
- 伊爾-14
- 伊爾-16
- 伊爾-18 (1946)（英语：Ilyushin Il-18 (1946)）
- 伊爾-18
- 伊爾-20（英语：Ilyushin Il-20 (1948)）
- 伊爾-20M
- 伊爾-22（英语：Ilyushin Il-22）
- 伊爾-22M
- 伊爾-24
- 伊爾-26（英语：Ilyushin Il-26）
- 伊爾-28
- 伊爾-30（英语：Ilyushin Il-30）
- 伊爾-32（英语：Ilyushin Il-32）
- 伊爾-34（英语：Ilyushin Il-32）
- 伊爾-38
- 伊爾-40
- 伊爾-46（英语：Ilyushin Il-46）
- 伊爾-54（英语：Ilyushin Il-54）
- 伊爾-62
- 伊爾-76
- 伊爾-78
- 伊爾-80
- 伊爾-86
- 伊爾-90（英语：Ilyushin Il-90）
- 伊爾-96
- 伊爾-102（英语：Ilyushin Il-102）
- 伊爾-103（英语：Ilyushin Il-103）
- 伊爾-106（英语：Ilyushin Il-106）
- 伊爾-108（英语：Ilyushin Il-108）
- 伊爾-112
- 伊爾-114
- 伊爾-118
- 伊爾-276（英语：Ilyushin Il-276）
- 伊爾-476

## 圖片

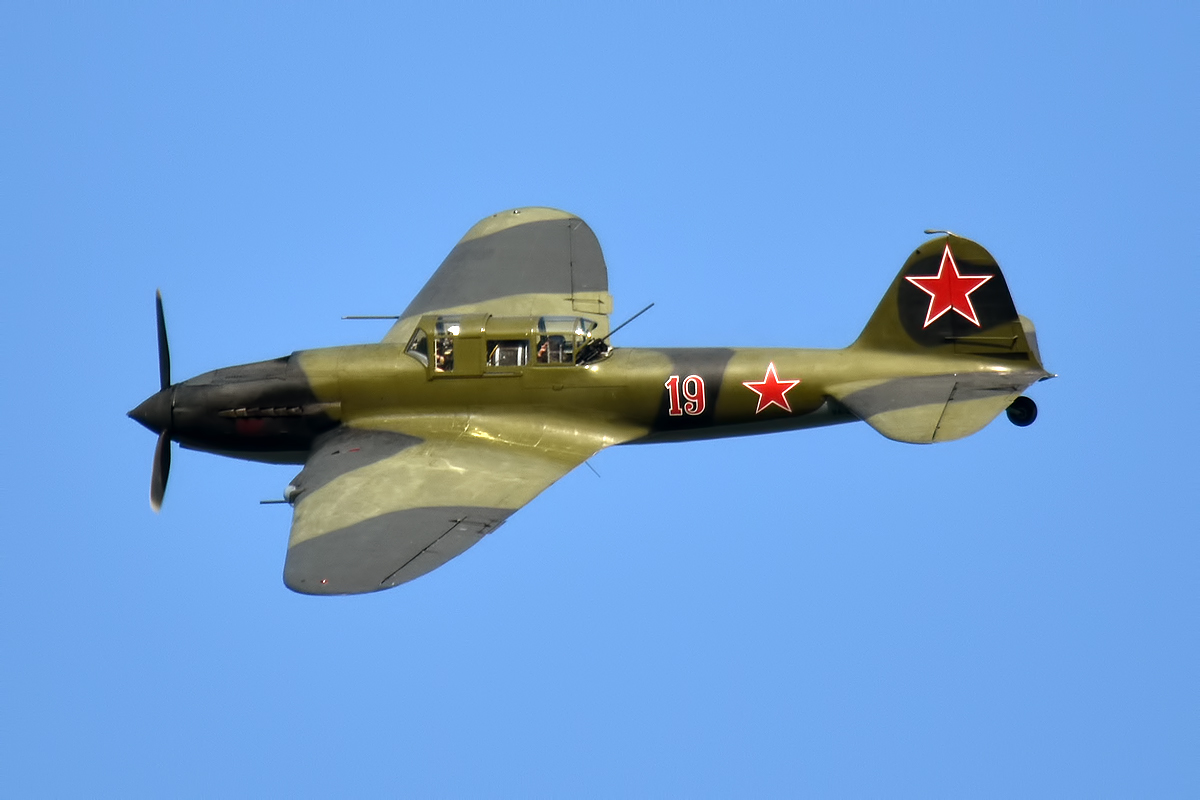
Il-2
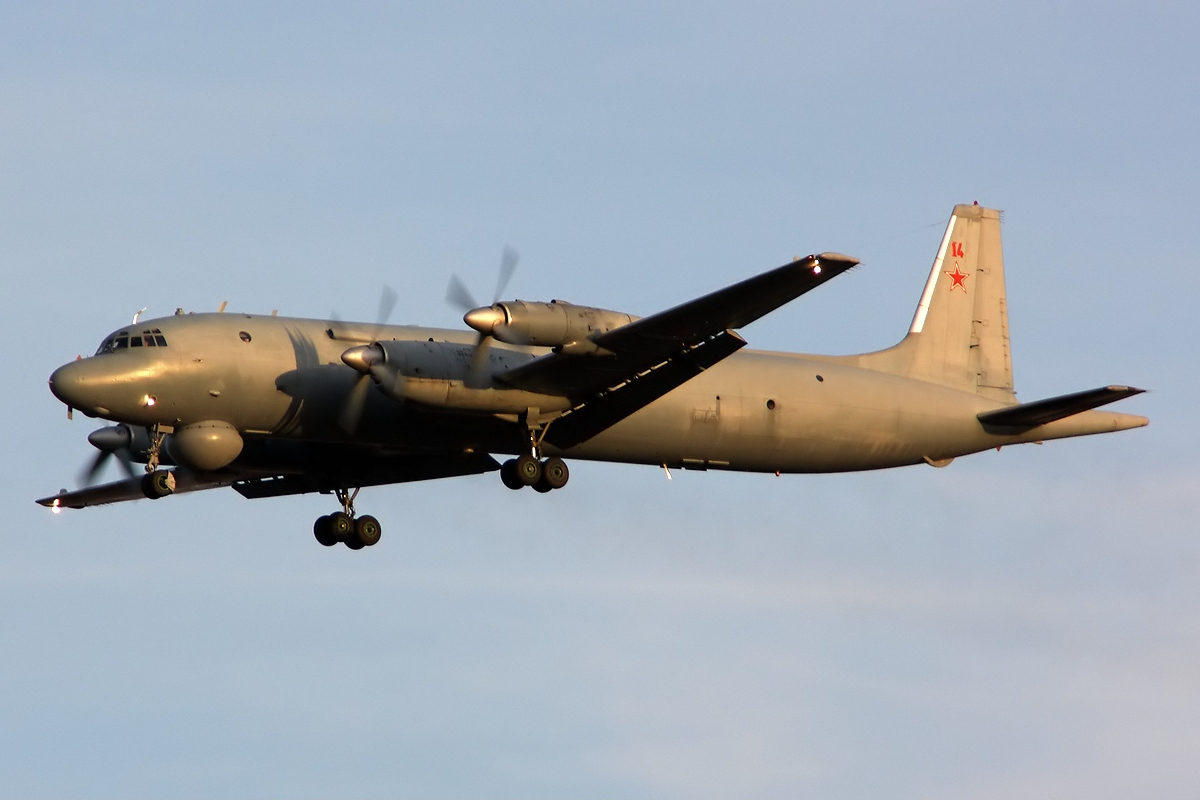
Il-38
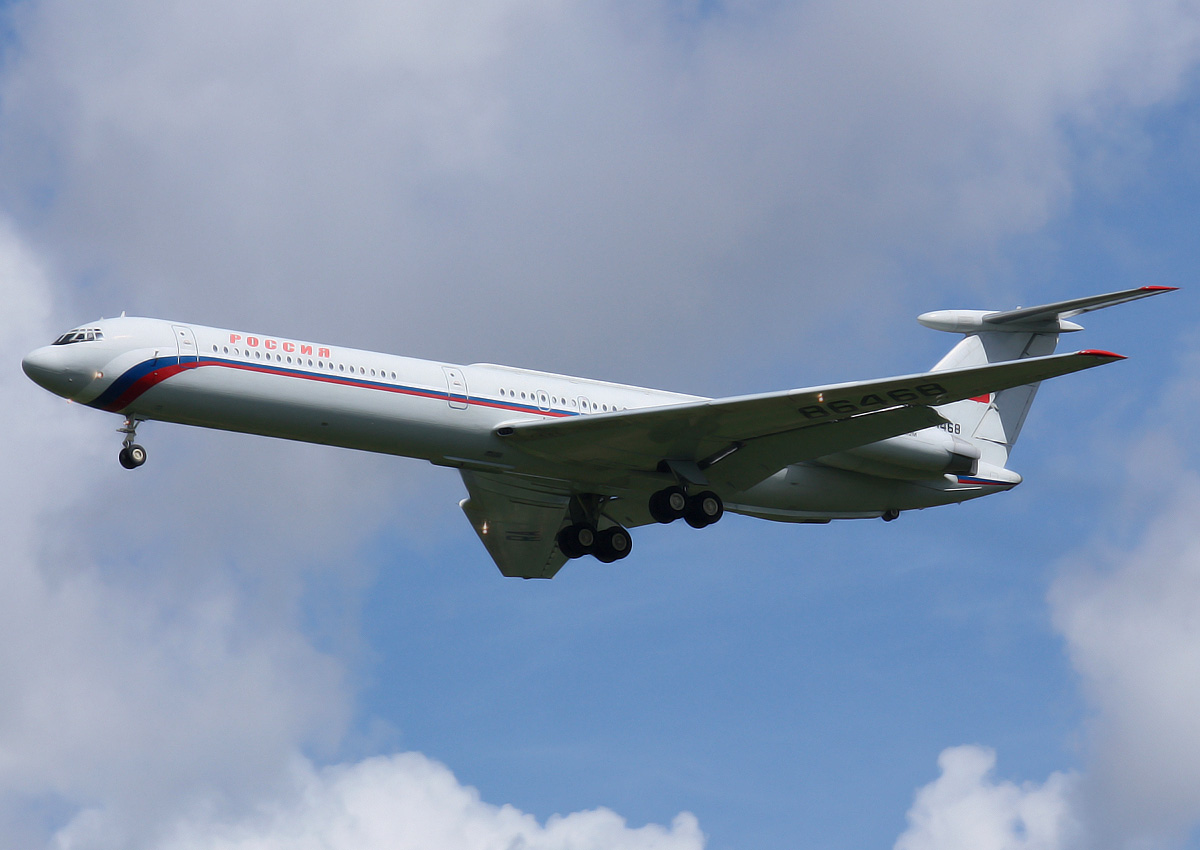
Il-62
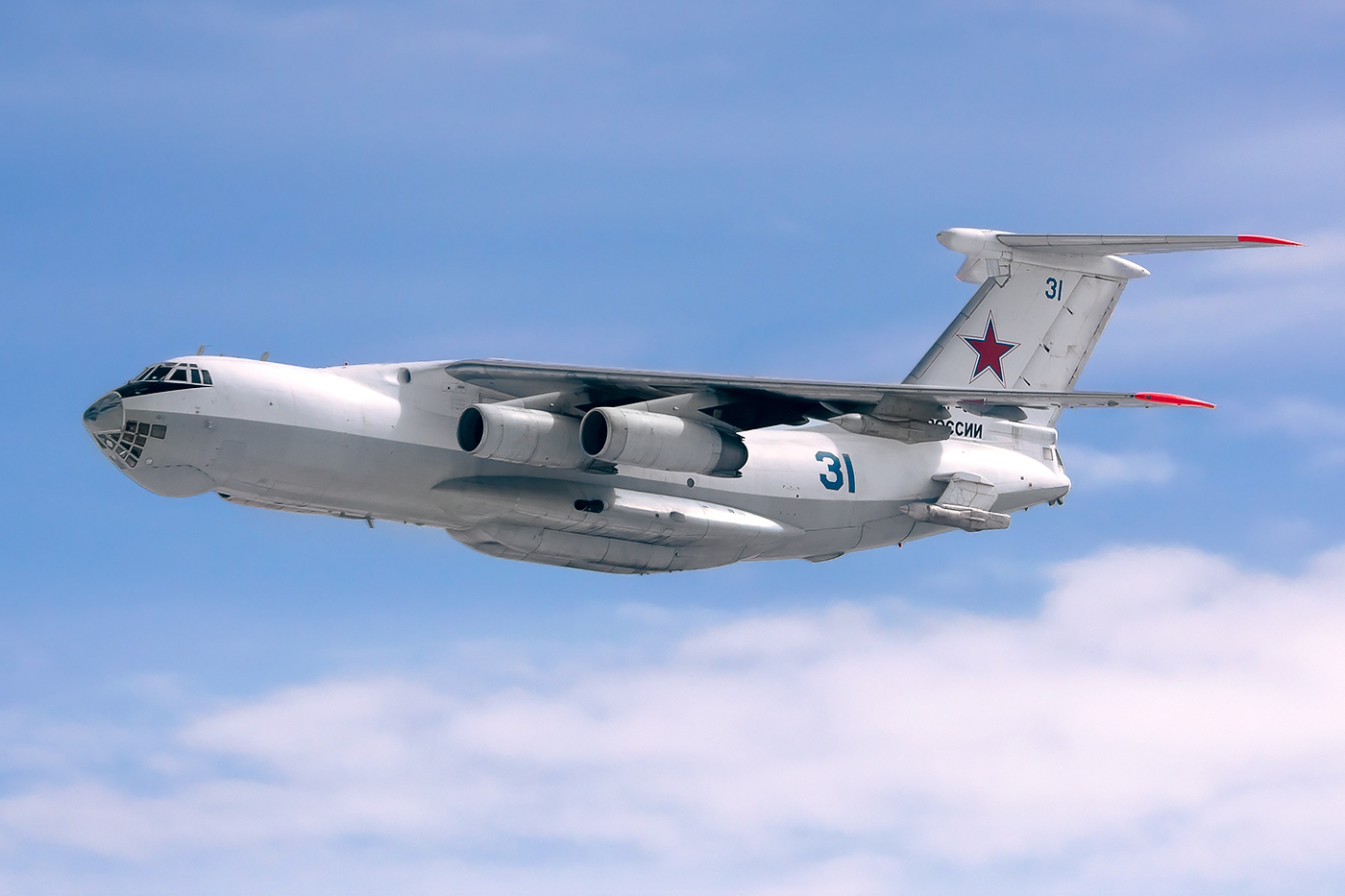
Il-78
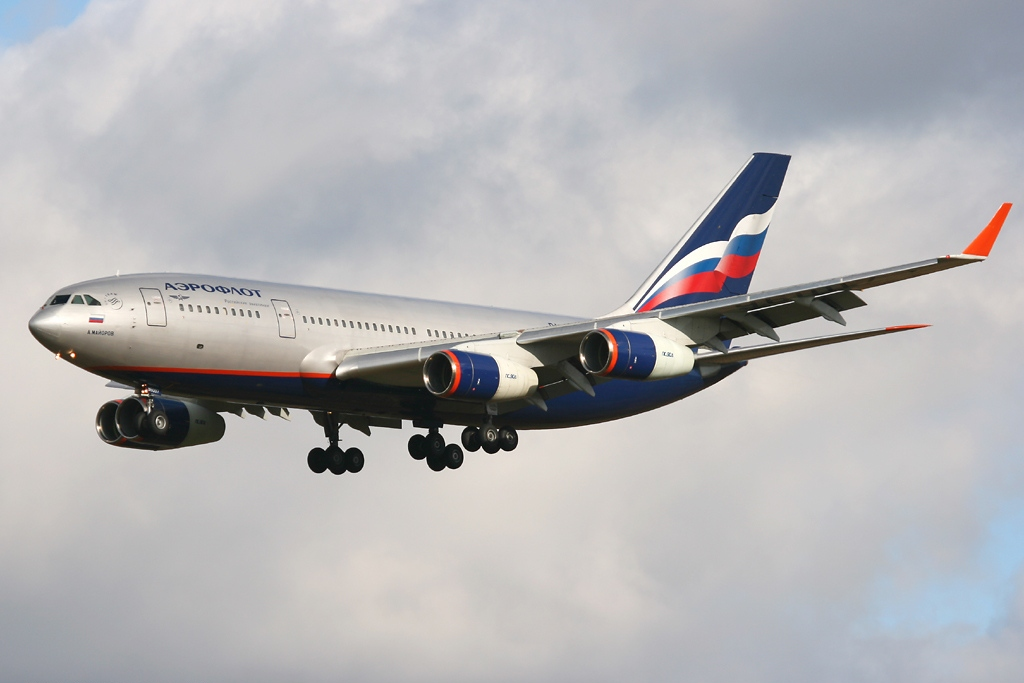
Il-96

## 註腳
1. ↑  "Russian Aircraft Industry Seeks Revival Through Merger." （页面存档备份，存于）〔英文〕《紐約時報》，2006年2月22日。

## 外部連結
- 官方网站